# Tour de Belgique 2025
La 94e édition du Tour de Belgique, officiellement Baloise Belgium Tour 2025, a lieu du 18 au 22 juin 2025. La course fait partie du calendrier UCI ProSeries 2025, le deuxième niveau mondial du cyclisme sur route, en catégorie 2.Pro.

## Parcours
Cette édition comprend un contre-la-montre individuel de 9,7 kilomètres disputé lors de la 3e étape dans les rues et aux alentours de Tessenderlo-Ham dans la province de Limbourg. La 4e étape est l'étape reine avec le départ et l'arrivée dans la petite ville de Durbuy, au nord de la province de Luxembourg. Elle est similaire à la 4e étape des éditions précédentes avec une succession de côtes à gravir et une arrivée jugée au sommet du Mur de Durbuy. Les trois autres étapes sont des étapes de plaine.

## Équipes
| WorldTeams (8)- Alpecin-Deceuninck - Ineos Grenadiers - Intermarché-Wanty - Lidl-Trek - Movistar Team - Soudal Quick-Step - Team Picnic-PostNL - UAE Team Emirates XRG ProTeams (9)- Israel-Premier Tech - Lotto - Team Flanders-Baloise - Team Novo Nordisk - Team TotalEnergies - Tudor Pro Cycling Team - Unibet Tietema Rockets - Uno-X Mobility - Wagner Bazin WB Équipes continentales (4)- Baloise Glowi Lions - BEAT Cycling - Metec-Solarwatt p/b Mantel - Tarteletto-Isorex Équipe de cyclo-cross- Pauwels Sauzen-Cibel Clementines |
| |

## Favoris
Les principaux favoris pour le classement général sont Filippo Ganna (Ineos Grenadiers), Thibau Nys (Lidl Trek) et Alec Segaert (Lotto). Pour les arrivées au sprint des trois étapes de plaine, un duel belge entre Tim Merlier (Soudal Quick Step) et Jasper Philipsen (Alpecin Deceuninck) est attendu.

## Étapes
| Étape     | Date    | Villes étapes                           | type                        | Distance (km) | Dénivelé (m) | Vainqueur d'étape | Leader du classement général |
| --------- | ------- | --------------------------------------- | --------------------------- | ------------- | ------------ | ----------------- | ---------------------------- |
| 1re étape | 18 juin | Merelbeke-Melle – Knocke-Heyst          | étape de plaine             | 198           | 828 m        | Tim Merlier       | Tim Merlier                  |
| 2e étape  | 19 juin | Beringen – Putte                        | étape de plaine             | 194,6         | 749 m        | Jasper Philipsen  | Sebastián Molano             |
| 3e étape  | 20 juin | Tessenderlo-Ham – Tessenderlo-Ham       | contre-la-montre individuel | 9,7           | 72 m         | Ethan Hayter      | Ethan Hayter                 |
| 4e étape  | 21 juin | Durbuy – Durbuy                         | étape vallonnée             | 177,1         | 2 892 m      | Jenno Berckmoes   | Filippo Baroncini            |
| 5e étape  | 22 juin | Ville de Bruxelles – Ville de Bruxelles | étape de plaine             | 183,2         | 1 212 m      | Tim Merlier       | Filippo Baroncini            |

## Déroulement de la course

### 1reétape
| \| Classement de l'étape \| Classement de l'étape \| Classement de l'étape \| Classement de l'étape \| Classement de l'étape \| \| Coureur \| Coureur \| Pays \| Équipe \| Temps \| \| --------------------- \| --------------------- \| --------------------- \| ---------------------- \| --------------------- \| \| 1er \| Tim Merlier \| Belgique \| Soudal Quick-Step \| 4 h 23 min 43 s \| \| 2e \| Sebastián Molano \| Colombie \| UAE Team Emirates XRG \| + 0 s \| \| 3e \| Ethan Vernon \| Royaume-Uni \| Israel-Premier Tech \| + 0 s \| \| 4e \| Fernando Gaviria \| Colombie \| Movistar Team \| + 0 s \| \| 5e \| Alberto Dainese \| Italie \| Tudor Pro Cycling Team \| + 0 s \| \| 6e \| Jason Tesson \| France \| Team TotalEnergies \| + 0 s \| \| 7e \| Tim Torn Teutenberg \| Allemagne \| Lidl-Trek \| + 0 s \| \| 8e \| Casper van Uden \| Pays-Bas \| Team Picnic-PostNL \| + 0 s \| \| 9e \| Leander Van Hautegem \| Belgique \| Wagner Bazin WB \| + 0 s \| \| 10e \| Luca Van Boven \| Belgique \| Intermarché-Wanty \| + 0 s \| |                      |             |                        |                 |
| |                      |             |                        |                 |
| |                      |             |                        |                 |
| Classement de l'étape |                      |             |                        |                 |
| Coureur | Coureur              | Pays        | Équipe                 | Temps           |
| 1er | Tim Merlier          | Belgique    | Soudal Quick-Step      | 4 h 23 min 43 s |
| 2e | Sebastián Molano     | Colombie    | UAE Team Emirates XRG  | + 0 s           |
| 3e | Ethan Vernon         | Royaume-Uni | Israel-Premier Tech    | + 0 s           |
| 4e | Fernando Gaviria     | Colombie    | Movistar Team          | + 0 s           |
| 5e | Alberto Dainese      | Italie      | Tudor Pro Cycling Team | + 0 s           |
| 6e | Jason Tesson         | France      | Team TotalEnergies     | + 0 s           |
| 7e | Tim Torn Teutenberg  | Allemagne   | Lidl-Trek              | + 0 s           |
| 8e | Casper van Uden      | Pays-Bas    | Team Picnic-PostNL     | + 0 s           |
| 9e | Leander Van Hautegem | Belgique    | Wagner Bazin WB        | + 0 s           |
| 10e | Luca Van Boven       | Belgique    | Intermarché-Wanty      | + 0 s           |

| \| Classement général \| Classement général \| Classement général \| Classement général \| Classement général \| \| Coureur \| Coureur \| Pays \| Équipe \| Temps \| \| ------------------ \| -------------------- \| ------------------ \| --------------------- \| ------------------ \| \| 1er \| Tim Merlier \| Belgique \| Soudal Quick-Step \| 4 h 23 min 33 s \| \| 2e \| Sebastián Molano \| Colombie \| UAE Team Emirates XRG \| + 4 s \| \| 3e \| Ethan Vernon \| Royaume-Uni \| Israel-Premier Tech \| + 6 s \| \| 4e \| Ben Turner \| Royaume-Uni \| Ineos Grenadiers \| + 7 s \| \| 5e \| Jenno Berckmoes \| Belgique \| Lotto \| + 7 s \| \| 6e \| Søren Kragh Andersen \| Danemark \| Lidl-Trek \| + 7 s \| \| 7e \| Ådne Holter \| Norvège \| Uno-X Mobility \| + 8 s \| \| 8e \| Filippo Ganna \| Italie \| Ineos Grenadiers \| + 8 s \| \| 9e \| Florian Vermeersch \| Belgique \| UAE Team Emirates XRG \| + 9 s \| \| 10e \| Jasper Philipsen \| Belgique \| Alpecin-Deceuninck \| + 9 s \| |                      |             |                       |                 |
| |                      |             |                       |                 |
| |                      |             |                       |                 |
| Classement général |                      |             |                       |                 |
| Coureur | Coureur              | Pays        | Équipe                | Temps           |
| 1er | Tim Merlier          | Belgique    | Soudal Quick-Step     | 4 h 23 min 33 s |
| 2e | Sebastián Molano     | Colombie    | UAE Team Emirates XRG | + 4 s           |
| 3e | Ethan Vernon         | Royaume-Uni | Israel-Premier Tech   | + 6 s           |
| 4e | Ben Turner           | Royaume-Uni | Ineos Grenadiers      | + 7 s           |
| 5e | Jenno Berckmoes      | Belgique    | Lotto                 | + 7 s           |
| 6e | Søren Kragh Andersen | Danemark    | Lidl-Trek             | + 7 s           |
| 7e | Ådne Holter          | Norvège     | Uno-X Mobility        | + 8 s           |
| 8e | Filippo Ganna        | Italie      | Ineos Grenadiers      | + 8 s           |
| 9e | Florian Vermeersch   | Belgique    | UAE Team Emirates XRG | + 9 s           |
| 10e | Jasper Philipsen     | Belgique    | Alpecin-Deceuninck    | + 9 s           |

### 2eétape
| \| Classement de l'étape \| Classement de l'étape \| Classement de l'étape \| Classement de l'étape \| Classement de l'étape \| \| Coureur \| Coureur \| Pays \| Équipe \| Temps \| \| --------------------- \| ---------------------- \| --------------------- \| --------------------- \| --------------------- \| \| 1er \| Jasper Philipsen \| Belgique \| Alpecin-Deceuninck \| 4 h 07 min 27 s \| \| 2e \| Sebastián Molano \| Colombie \| UAE Team Emirates XRG \| + 0 s \| \| 3e \| Jenno Berckmoes \| Belgique \| Lotto \| + 0 s \| \| 4e \| Tim Torn Teutenberg \| Allemagne \| Lidl-Trek \| + 0 s \| \| 5e \| Florian Dauphin \| France \| Team TotalEnergies \| + 0 s \| \| 6e \| Matyáš Kopecký \| Tchéquie \| Team Novo Nordisk \| + 0 s \| \| 7e \| Tim Merlier \| Belgique \| Soudal Quick-Step \| + 0 s \| \| 8e \| Steffen De Schuyteneer \| Belgique \| Lotto \| + 0 s \| \| 9e \| Fernando Gaviria \| Colombie \| Movistar Team \| + 0 s \| \| 10e \| Lindsay De Vylder \| Belgique \| Team Flanders-Baloise \| + 0 s \| |                        |           |                       |                 |
| |                        |           |                       |                 |
| |                        |           |                       |                 |
| Classement de l'étape |                        |           |                       |                 |
| Coureur | Coureur                | Pays      | Équipe                | Temps           |
| 1er | Jasper Philipsen       | Belgique  | Alpecin-Deceuninck    | 4 h 07 min 27 s |
| 2e | Sebastián Molano       | Colombie  | UAE Team Emirates XRG | + 0 s           |
| 3e | Jenno Berckmoes        | Belgique  | Lotto                 | + 0 s           |
| 4e | Tim Torn Teutenberg    | Allemagne | Lidl-Trek             | + 0 s           |
| 5e | Florian Dauphin        | France    | Team TotalEnergies    | + 0 s           |
| 6e | Matyáš Kopecký         | Tchéquie  | Team Novo Nordisk     | + 0 s           |
| 7e | Tim Merlier            | Belgique  | Soudal Quick-Step     | + 0 s           |
| 8e | Steffen De Schuyteneer | Belgique  | Lotto                 | + 0 s           |
| 9e | Fernando Gaviria       | Colombie  | Movistar Team         | + 0 s           |
| 10e | Lindsay De Vylder      | Belgique  | Team Flanders-Baloise | + 0 s           |

| \| Classement général \| Classement général \| Classement général \| Classement général \| Classement général \| \| Coureur \| Coureur \| Pays \| Équipe \| Temps \| \| ------------------ \| -------------------- \| ------------------ \| -------------------------- \| ------------------ \| \| 1er \| Sebastián Molano \| Colombie \| UAE Team Emirates XRG \| 8 h 30 min 58 s \| \| 2e \| Jasper Philipsen \| Belgique \| Alpecin-Deceuninck \| + 1 s \| \| 3e \| Tim Merlier \| Belgique \| Soudal Quick-Step \| + 2 s \| \| 4e \| Jenno Berckmoes \| Belgique \| Lotto \| + 5 s \| \| 5e \| Wessel Mouris \| Pays-Bas \| Unibet Tietema Rockets \| + 6 s \| \| 6e \| Olivier Godfroid \| Belgique \| Baloise Glowi Lions \| + 6 s \| \| 7e \| Axel van der Tuuk \| Pays-Bas \| Metec-Solarwatt p/b Mantel \| + 6 s \| \| 8e \| Ethan Vernon \| Royaume-Uni \| Israel-Premier Tech \| + 8 s \| \| 9e \| Ben Turner \| Royaume-Uni \| Cardiff City Football Club \| + 9 s \| \| 10e \| Søren Kragh Andersen \| Danemark \| Lidl-Trek \| + 9 s \| |                      |             |                            |                 |
| |                      |             |                            |                 |
| |                      |             |                            |                 |
| Classement général |                      |             |                            |                 |
| Coureur | Coureur              | Pays        | Équipe                     | Temps           |
| 1er | Sebastián Molano     | Colombie    | UAE Team Emirates XRG      | 8 h 30 min 58 s |
| 2e | Jasper Philipsen     | Belgique    | Alpecin-Deceuninck         | + 1 s           |
| 3e | Tim Merlier          | Belgique    | Soudal Quick-Step          | + 2 s           |
| 4e | Jenno Berckmoes      | Belgique    | Lotto                      | + 5 s           |
| 5e | Wessel Mouris        | Pays-Bas    | Unibet Tietema Rockets     | + 6 s           |
| 6e | Olivier Godfroid     | Belgique    | Baloise Glowi Lions        | + 6 s           |
| 7e | Axel van der Tuuk    | Pays-Bas    | Metec-Solarwatt p/b Mantel | + 6 s           |
| 8e | Ethan Vernon         | Royaume-Uni | Israel-Premier Tech        | + 8 s           |
| 9e | Ben Turner           | Royaume-Uni | Cardiff City Football Club | + 9 s           |
| 10e | Søren Kragh Andersen | Danemark    | Lidl-Trek                  | + 9 s           |

### 3eétape
| \| Classement de l'étape \| Classement de l'étape \| Classement de l'étape \| Classement de l'étape \| Classement de l'étape \| \| Coureur \| Coureur \| Pays \| Équipe \| Temps \| \| --------------------- \| --------------------- \| --------------------- \| --------------------- \| --------------------- \| \| 1er \| Ethan Hayter \| Royaume-Uni \| Soudal Quick-Step \| 10 min 29 s \| \| 2e \| Filippo Ganna \| Italie \| Ineos Grenadiers \| + 4 s \| \| 3e \| Florian Vermeersch \| Belgique \| UAE Team Emirates XRG \| + 16 s \| \| 4e \| Filippo Baroncini \| Italie \| UAE Team Emirates XRG \| + 16 s \| \| 5e \| Huub Artz \| Pays-Bas \| Intermarché-Wanty \| + 17 s \| \| 6e \| Connor Swift \| Royaume-Uni \| Ineos Grenadiers \| + 18 s \| \| 7e \| Alec Segaert \| Belgique \| Lotto \| + 20 s \| \| 8e \| Pier-André Côté \| Canada \| Israel-Premier Tech \| + 21 s \| \| 9e \| Ben Turner \| Royaume-Uni \| Ineos Grenadiers \| + 22 s \| \| 10e \| Rune Herregodts \| Belgique \| UAE Team Emirates XRG \| + 23 s \| |                    |             |                       |             |
| |                    |             |                       |             |
| |                    |             |                       |             |
| Classement de l'étape |                    |             |                       |             |
| Coureur | Coureur            | Pays        | Équipe                | Temps       |
| 1er | Ethan Hayter       | Royaume-Uni | Soudal Quick-Step     | 10 min 29 s |
| 2e | Filippo Ganna      | Italie      | Ineos Grenadiers      | + 4 s       |
| 3e | Florian Vermeersch | Belgique    | UAE Team Emirates XRG | + 16 s      |
| 4e | Filippo Baroncini  | Italie      | UAE Team Emirates XRG | + 16 s      |
| 5e | Huub Artz          | Pays-Bas    | Intermarché-Wanty     | + 17 s      |
| 6e | Connor Swift       | Royaume-Uni | Ineos Grenadiers      | + 18 s      |
| 7e | Alec Segaert       | Belgique    | Lotto                 | + 20 s      |
| 8e | Pier-André Côté    | Canada      | Israel-Premier Tech   | + 21 s      |
| 9e | Ben Turner         | Royaume-Uni | Ineos Grenadiers      | + 22 s      |
| 10e | Rune Herregodts    | Belgique    | UAE Team Emirates XRG | + 23 s      |

| \| Classement général \| Classement général \| Classement général \| Classement général \| Classement général \| \| Coureur \| Coureur \| Pays \| Équipe \| Temps \| \| ------------------ \| ------------------ \| ------------------ \| -------------------------- \| ------------------ \| \| 1er \| Ethan Hayter \| Royaume-Uni \| Soudal Quick-Step \| 8 h 41 min 39 s \| \| 2e \| Filippo Ganna \| Italie \| Ineos Grenadiers \| + 2 s \| \| 3e \| Florian Vermeersch \| Belgique \| UAE Team Emirates XRG \| + 15 s \| \| 4e \| Filippo Baroncini \| Italie \| UAE Team Emirates XRG \| + 17 s \| \| 5e \| Huub Artz \| Pays-Bas \| Intermarché-Wanty \| + 18 s \| \| 6e \| Axel van der Tuuk \| Pays-Bas \| Metec-Solarwatt p/b Mantel \| + 19 s \| \| 7e \| Connor Swift \| Royaume-Uni \| Ineos Grenadiers \| + 19 s \| \| 8e \| Ben Turner \| Royaume-Uni \| Ineos Grenadiers \| + 20 s \| \| 9e \| Ethan Vernon \| Royaume-Uni \| Israel-Premier Tech \| + 20 s \| \| 10e \| Alec Segaert \| Belgique \| Lotto \| + 20 s \| |                    |             |                            |                 |
| |                    |             |                            |                 |
| |                    |             |                            |                 |
| Classement général |                    |             |                            |                 |
| Coureur | Coureur            | Pays        | Équipe                     | Temps           |
| 1er | Ethan Hayter       | Royaume-Uni | Soudal Quick-Step          | 8 h 41 min 39 s |
| 2e | Filippo Ganna      | Italie      | Ineos Grenadiers           | + 2 s           |
| 3e | Florian Vermeersch | Belgique    | UAE Team Emirates XRG      | + 15 s          |
| 4e | Filippo Baroncini  | Italie      | UAE Team Emirates XRG      | + 17 s          |
| 5e | Huub Artz          | Pays-Bas    | Intermarché-Wanty          | + 18 s          |
| 6e | Axel van der Tuuk  | Pays-Bas    | Metec-Solarwatt p/b Mantel | + 19 s          |
| 7e | Connor Swift       | Royaume-Uni | Ineos Grenadiers           | + 19 s          |
| 8e | Ben Turner         | Royaume-Uni | Ineos Grenadiers           | + 20 s          |
| 9e | Ethan Vernon       | Royaume-Uni | Israel-Premier Tech        | + 20 s          |
| 10e | Alec Segaert       | Belgique    | Lotto                      | + 20 s          |

### 4eétape
| \| Classement de l'étape \| Classement de l'étape \| Classement de l'étape \| Classement de l'étape \| Classement de l'étape \| \| Coureur \| Coureur \| Pays \| Équipe \| Temps \| \| --------------------- \| --------------------- \| --------------------- \| --------------------- \| --------------------- \| \| 1er \| Jenno Berckmoes \| Belgique \| Lotto \| 4 h 00 min 34 s \| \| 2e \| Marco Frigo \| Italie \| Israel-Premier Tech \| + 5 s \| \| 3e \| Orluis Aular \| Venezuela \| Movistar Team \| + 5 s \| \| 4e \| Filippo Baroncini \| Italie \| UAE Team Emirates XRG \| + 5 s \| \| 5e \| Alexandre Delettre \| France \| Team TotalEnergies \| + 17 s \| \| 6e \| Toon Aerts \| Belgique \| Lotto \| + 17 s \| \| 7e \| Dion Smith \| Nouvelle-Zélande \| Intermarché-Wanty \| + 17 s \| \| 8e \| Ådne Holter \| Norvège \| Uno-X Mobility \| + 17 s \| \| 9e \| Pier-André Côté \| Canada \| Israel-Premier Tech \| + 17 s \| \| 10e \| Florian Vermeersch \| Belgique \| UAE Team Emirates XRG \| + 17 s \| |                    |                  |                       |                 |
| |                    |                  |                       |                 |
| |                    |                  |                       |                 |
| Classement de l'étape |                    |                  |                       |                 |
| Coureur | Coureur            | Pays             | Équipe                | Temps           |
| 1er | Jenno Berckmoes    | Belgique         | Lotto                 | 4 h 00 min 34 s |
| 2e | Marco Frigo        | Italie           | Israel-Premier Tech   | + 5 s           |
| 3e | Orluis Aular       | Venezuela        | Movistar Team         | + 5 s           |
| 4e | Filippo Baroncini  | Italie           | UAE Team Emirates XRG | + 5 s           |
| 5e | Alexandre Delettre | France           | Team TotalEnergies    | + 17 s          |
| 6e | Toon Aerts         | Belgique         | Lotto                 | + 17 s          |
| 7e | Dion Smith         | Nouvelle-Zélande | Intermarché-Wanty     | + 17 s          |
| 8e | Ådne Holter        | Norvège          | Uno-X Mobility        | + 17 s          |
| 9e | Pier-André Côté    | Canada           | Israel-Premier Tech   | + 17 s          |
| 10e | Florian Vermeersch | Belgique         | UAE Team Emirates XRG | + 17 s          |

| \| Classement général \| Classement général \| Classement général \| Classement général \| Classement général \| \| Coureur \| Coureur \| Pays \| Équipe \| Temps \| \| ------------------ \| ------------------ \| ------------------ \| -------------------------- \| ------------------ \| \| 1er \| Filippo Baroncini \| Italie \| UAE Team Emirates XRG \| 12 h 42 min 29 s \| \| 2e \| Ethan Hayter \| Royaume-Uni \| Soudal Quick-Step \| + 4 s \| \| 3e \| Jenno Berckmoes \| Belgique \| Lotto \| + 7 s \| \| 4e \| Filippo Ganna \| Italie \| Ineos Grenadiers \| + 10 s \| \| 5e \| Marco Frigo \| Italie \| Israel-Premier Tech \| + 11 s \| \| 6e \| Florian Vermeersch \| Belgique \| UAE Team Emirates XRG \| + 16 s \| \| 7e \| Orluis Aular \| Venezuela \| Movistar Team \| + 18 s \| \| 8e \| Jasper Philipsen \| Belgique \| Alpecin-Deceuninck \| + 22 s \| \| 9e \| Pier-André Côté \| Canada \| Israel-Premier Tech \| + 23 s \| \| 10e \| Axel van der Tuuk \| Pays-Bas \| Metec-Solarwatt p/b Mantel \| + 23 s \| |                    |             |                            |                  |
| |                    |             |                            |                  |
| |                    |             |                            |                  |
| Classement général |                    |             |                            |                  |
| Coureur | Coureur            | Pays        | Équipe                     | Temps            |
| 1er | Filippo Baroncini  | Italie      | UAE Team Emirates XRG      | 12 h 42 min 29 s |
| 2e | Ethan Hayter       | Royaume-Uni | Soudal Quick-Step          | + 4 s            |
| 3e | Jenno Berckmoes    | Belgique    | Lotto                      | + 7 s            |
| 4e | Filippo Ganna      | Italie      | Ineos Grenadiers           | + 10 s           |
| 5e | Marco Frigo        | Italie      | Israel-Premier Tech        | + 11 s           |
| 6e | Florian Vermeersch | Belgique    | UAE Team Emirates XRG      | + 16 s           |
| 7e | Orluis Aular       | Venezuela   | Movistar Team              | + 18 s           |
| 8e | Jasper Philipsen   | Belgique    | Alpecin-Deceuninck         | + 22 s           |
| 9e | Pier-André Côté    | Canada      | Israel-Premier Tech        | + 23 s           |
| 10e | Axel van der Tuuk  | Pays-Bas    | Metec-Solarwatt p/b Mantel | + 23 s           |

### 5eétape
| \| Classement de l'étape \| Classement de l'étape \| Classement de l'étape \| Classement de l'étape \| Classement de l'étape \| \| Coureur \| Coureur \| Pays \| Équipe \| Temps \| \| --------------------- \| --------------------- \| --------------------- \| ---------------------- \| --------------------- \| \| 1er \| Tim Merlier \| Belgique \| Soudal Quick-Step \| 3 h 56 min 38 s \| \| 2e \| Sebastián Molano \| Colombie \| UAE Team Emirates XRG \| + 0 s \| \| 3e \| Kim Heiduk \| Allemagne \| Ineos Grenadiers \| + 0 s \| \| 4e \| Tim Torn Teutenberg \| Allemagne \| Lidl-Trek \| + 0 s \| \| 5e \| Jasper Philipsen \| Belgique \| Alpecin-Deceuninck \| + 0 s \| \| 6e \| Arne Marit \| Belgique \| Intermarché-Wanty \| + 0 s \| \| 7e \| Matyáš Kopecký \| Tchéquie \| Team Novo Nordisk \| + 0 s \| \| 8e \| Ethan Vernon \| Royaume-Uni \| Israel-Premier Tech \| + 0 s \| \| 9e \| Alberto Dainese \| Italie \| Tudor Pro Cycling Team \| + 0 s \| \| 10e \| Tom Van Asbroeck \| Belgique \| Israel-Premier Tech \| + 0 s \| |                     |             |                        |                 |
| |                     |             |                        |                 |
| |                     |             |                        |                 |
| Classement de l'étape |                     |             |                        |                 |
| Coureur | Coureur             | Pays        | Équipe                 | Temps           |
| 1er | Tim Merlier         | Belgique    | Soudal Quick-Step      | 3 h 56 min 38 s |
| 2e | Sebastián Molano    | Colombie    | UAE Team Emirates XRG  | + 0 s           |
| 3e | Kim Heiduk          | Allemagne   | Ineos Grenadiers       | + 0 s           |
| 4e | Tim Torn Teutenberg | Allemagne   | Lidl-Trek              | + 0 s           |
| 5e | Jasper Philipsen    | Belgique    | Alpecin-Deceuninck     | + 0 s           |
| 6e | Arne Marit          | Belgique    | Intermarché-Wanty      | + 0 s           |
| 7e | Matyáš Kopecký      | Tchéquie    | Team Novo Nordisk      | + 0 s           |
| 8e | Ethan Vernon        | Royaume-Uni | Israel-Premier Tech    | + 0 s           |
| 9e | Alberto Dainese     | Italie      | Tudor Pro Cycling Team | + 0 s           |
| 10e | Tom Van Asbroeck    | Belgique    | Israel-Premier Tech    | + 0 s           |

## Classements finals

### Classement général final
| \| Classement général \| Classement général \| Classement général \| Classement général \| Classement général \| \| Coureur \| Coureur \| Pays \| Équipe \| Temps \| \| ------------------ \| ------------------ \| ------------------ \| -------------------------- \| ------------------ \| \| 1er \| Filippo Baroncini \| Italie \| UAE Team Emirates XRG \| 16 h 39 min 07 s \| \| 2e \| Ethan Hayter \| Royaume-Uni \| Soudal Quick-Step \| + 4 s \| \| 3e \| Jenno Berckmoes \| Belgique \| Lotto \| + 7 s \| \| 4e \| Filippo Ganna \| Italie \| Ineos Grenadiers \| + 10 s \| \| 5e \| Marco Frigo \| Italie \| Israel-Premier Tech \| + 11 s \| \| 6e \| Florian Vermeersch \| Belgique \| UAE Team Emirates XRG \| + 16 s \| \| 7e \| Orluis Aular \| Venezuela \| Movistar Team \| + 18 s \| \| 8e \| Jasper Philipsen \| Belgique \| Alpecin-Deceuninck \| + 22 s \| \| 9e \| Pier-André Côté \| Canada \| Israel-Premier Tech \| + 23 s \| \| 10e \| Axel van der Tuuk \| Pays-Bas \| Metec-Solarwatt p/b Mantel \| + 23 s \| |                    |             |                            |                  |
| |                    |             |                            |                  |
| |                    |             |                            |                  |
| Classement général |                    |             |                            |                  |
| Coureur | Coureur            | Pays        | Équipe                     | Temps            |
| 1er | Filippo Baroncini  | Italie      | UAE Team Emirates XRG      | 16 h 39 min 07 s |
| 2e | Ethan Hayter       | Royaume-Uni | Soudal Quick-Step          | + 4 s            |
| 3e | Jenno Berckmoes    | Belgique    | Lotto                      | + 7 s            |
| 4e | Filippo Ganna      | Italie      | Ineos Grenadiers           | + 10 s           |
| 5e | Marco Frigo        | Italie      | Israel-Premier Tech        | + 11 s           |
| 6e | Florian Vermeersch | Belgique    | UAE Team Emirates XRG      | + 16 s           |
| 7e | Orluis Aular       | Venezuela   | Movistar Team              | + 18 s           |
| 8e | Jasper Philipsen   | Belgique    | Alpecin-Deceuninck         | + 22 s           |
| 9e | Pier-André Côté    | Canada      | Israel-Premier Tech        | + 23 s           |
| 10e | Axel van der Tuuk  | Pays-Bas    | Metec-Solarwatt p/b Mantel | + 23 s           |

### Classements annexes

#### Classement par points
| Classement par points | Classement par points | Classement par points | Classement par points | Classement par points |
| Coureur               | Coureur               | Pays                  | Équipe                | Points                |
| --------------------- | --------------------- | --------------------- | --------------------- | --------------------- |
| 1er                   | Sebastián Molano      | Colombie              | UAE Team Emirates XRG | 75 pts                |
| 2e                    | Tim Merlier           | Belgique              | Soudal Quick-Step     | 73 pts                |
| 3e                    | Jenno Berckmoes       | Belgique              | Lotto                 | 52 pts                |
| 4e                    | Tim Torn Teutenberg   | Allemagne             | Lidl-Trek             | 51 pts                |
| 5e                    | Jasper Philipsen      | Belgique              | Alpecin-Deceuninck    | 47 pts                |

#### Classement du meilleur jeune
| Classement du meilleur jeune | Classement du meilleur jeune | Classement du meilleur jeune | Classement du meilleur jeune | Classement du meilleur jeune |
| Coureur                      | Coureur                      | Pays                         | Équipe                       | Temps                        |
| ---------------------------- | ---------------------------- | ---------------------------- | ---------------------------- | ---------------------------- |
| 1er                          | Alec Segaert                 | Belgique                     | Lotto                        | 16 h 39 min 36 s             |
| 2e                           | Héctor Álvarez               | Espagne                      | Lidl-Trek Future Racing      | + 13 s                       |
| 3e                           | Matyáš Kopecký               | Tchéquie                     | Team Novo Nordisk            | + 28 s                       |
| 4e                           | Tim Torn Teutenberg          | Allemagne                    | Lidl-Trek                    | + 1 min 14 s                 |
| 5e                           | Huub Artz                    | Pays-Bas                     | Intermarché-Wanty            | + 1 min 53 s                 |

#### Classement de la combativité
Dylan Vandenstorme (Flanders-Baloise)

#### Classement par équipes
| Classement par équipes | Classement par équipes | Classement par équipes | Classement par équipes |
| Équipe                 | Équipe                 | Pays                   | Temps                  |
| ---------------------- | ---------------------- | ---------------------- | ---------------------- |
| 1re                    | Lotto                  | Belgique               | 49 h 58 min 43 s       |
| 2e                     | Movistar Team          | Espagne                | + 23 s                 |
| 3e                     | Team TotalEnergies     | France                 | + 40 s                 |
| 4e                     | Israel-Premier Tech    | Israël                 | + 41 s                 |
| 5e                     | Lidl-Trek              | États-Unis             | + 1 min 28 s           |

## Évolution des classements
| Étape              | Vainqueur          | Classement général    | Classement par points | Classement du meilleur jeune |
| ------------------ | ------------------ | --------------------- | --------------------- | ---------------------------- |
| 1                  | Tim Merlier        | Tim Merlier           | Tim Merlier           | Tim Torn Teutenberg          |
| 2                  | Jasper Philipsen   | Juan Sebastian Molano | Juan Sebastian Molano | Wessel Mouris                |
| 3                  | Ethan Hayter       | Ethan Hayter          | Juan Sebastian Molano | Huub Artz                    |
| 4                  | Jenno Berckmoes    | Filippo Baroncini     | Jenno Berckmoes       | Alec Segaert                 |
| 5                  | Tim Merlier        | Filippo Baroncini     | Juan Sebastian Molano | Alec Segaert                 |
| Classements finals | Classements finals | Filippo Baroncini     | Juan Sebastian Molano | Alec Segaert                 |